# Hélène Solomon-Langevin
Pour les articles homonymes, voir Solomon, Langevin et Famille Langevin.
Ne doit pas être confondu avec Hélène Langevin-Joliot.
Hélène Solomon-Langevin, née le 25 mai 1909 à Fontenay-aux-Roses dans les Hauts-de-Seine et morte le 16 janvier 1995 à Sens dans l'Yonne, est une résistante et femme politique française, fille du physicien Paul Langevin. Engagée dans la Résistance au côté de son mari Jacques Solomon, elle est arrêtée et déportée à Auschwitz en 1943.
Revenue des camps, elle est élue députée communiste en octobre 1945 puis réélue en juin 1946, mais les problèmes de santé créés par sa déportation l'incitent à quitter la vie politique et l'empêchent durant des années de reprendre une activité professionnelle à plein temps.

## Biographie

### Jeunesse, mariage
Hélène Langevin nait le 25 mai 1909 à Fontenay-aux-Roses. Elle est l'un des quatre enfants de Paul Langevin et de Jeanne Desfosses. Elle passe son enfance à Paris où elle fréquente l'école de la rue Monge et fait ses études secondaires au lycée Fénelon.
Elle prépare le PCN puis voyage plusieurs années à l'étranger. Elle passe ensuite un diplôme pour s'occuper d'enfants. Elle donne son adhésion au Parti communiste français en 1935, un an après son mari, et devient une militante active.
Elle se marie avec Jacques Solomon en 1929. Elle participe dans les années 1930 au Comité mondial des femmes contre le fascisme.

### Résistance, déportation
Pendant la Seconde Guerre mondiale, elle entre dans la Résistance avec son mari et travaille à la diffusion du journal clandestin L'Université libre qui parait à partir de novembre 1940 ainsi qu'à la revue La Pensée libre. Elle est membre du Front national de lutte pour la libération et l'indépendance de la France. Son mari est arrêté le 1er mars 1942, à la suite de l'arrestation de Georges Politzer, à un moment où les arrestations se multiplient dans ce réseau de Résistance. L'arrestation d'Hélène Solomon-Langevin a lieu le lendemain, gare Saint-Lazare, lorsqu'elle vient récupérer une valise mise en consigne pour le cas où elle devrait partir d'urgence. Elle est incarcérée du 23 mars au 24 août 1942 à la prison de la Santé où elle est détenue au secret, puis elle part au Fort de Romainville d'où elle est déportée à Auschwitz par le convoi du 24 janvier 1943, où elle est tatouée du numéro 31 684. Elle peut faire ses adieux à la prison de la Santé à Jacques Solomon avant qu'il soit fusillé le 23 mai 1942. Elle est dans le même convoi de prisonniers politiques que Marie-Claude Vaillant-Couturier, Charlotte Delbo, Danielle Casanova et Maï Politzer.
À Auschwitz, en février 1943, elle est choisie pour être transférée au camp de Raisko auquel on affecte des chimistes, des botanistes et des biologistes pour travailler à extraire du latex d'une variété de pissenlit. Elle quitte alors Birkenau avec trois autres déportées de son convoi pour un bâtiment où les conditions de vie sont un peu moins mauvaises (possibilité de se laver, appel qui ne dure que quelques minutes), puis pour le camp de Raisko en juillet, une fois que la construction du laboratoire où elle va travailler est achevée. Les déportées de Raisko, où les conditions de vies sont un peu plus supportables (il y a des lits individuels, les déportées ne sentent plus l'odeur des fours crématoires dont elles sont plus éloignées, elles peuvent recevoir des colis et envoyer un peu de courrier), font en sorte que d'autres déportées du même convoi puissent venir comme jardinières pour préparer la culture des pissenlits. Transférée à Ravensbrück avec les autres déportées de Raisko le 14 août 1944, Hélène Solomon-Langevin est envoyée comme infirmière aux usines Bosch, près de Berlin, en octobre de la même année. En avril 1945, les déportés de ce camp sont transférés à Oranienburg-Sachsenhausen à la suite de bombardements, camp évacué quelques jours plus tard. Les Nazis prennent la fuite le 3 mai et les prisonnières sont aidées par des soldats français : Hélène Solomon-Langevin rentre par le train jusqu'à Lille puis à la gare du Nord où ses parents viennent la chercher.

### Députée, séquelles de déportation
Après la Libération, il lui est très difficile de revenir à une vie normale. Elle imagine d'abord pouvoir travailler, reprendre ses études, continuer le militantisme, elle est élue députée communiste de Paris à l’Assemblée constituante en octobre 1945, puis réélue en juin 1946. Elle compte ainsi parmi les premières femmes députées de l'histoire française. Mais sa santé est trop mauvaise, les séances de nuit à l'Assemblée nationale la fatiguent trop, elle ne se représente pas aux élections de novembre 1946 et doit prendre le temps de se soigner. En 1965, selon Charlotte Delbo, sa santé sera encore très mauvaise, conséquence de sa déportation : « elle souffre encore – et de plus en plus – d'une très forte asthénie, d'une grande fatigabilité, d'arthrose cervicale et lombaire, de décalcification. »
En 1948, elle arrive enfin à reprendre une activité professionnelle : elle devient bibliothécaire au Centre de documentation du CNRS, mais seulement à mi-temps, ne retravaillant à temps plein qu'en 1952. Elle se remarie en 1958 avec André Parreaux, l'un des rédacteurs en chef de La Pensée, et par ailleurs titulaire de la chaire de civilisation anglaise à la Sorbonne. Devenue stérile à la suite de sa déportation, elle adopte plus tard une jeune fille, Michèle Norel (1946-1996). Elle meurt le 16 janvier 1995 à Sens.

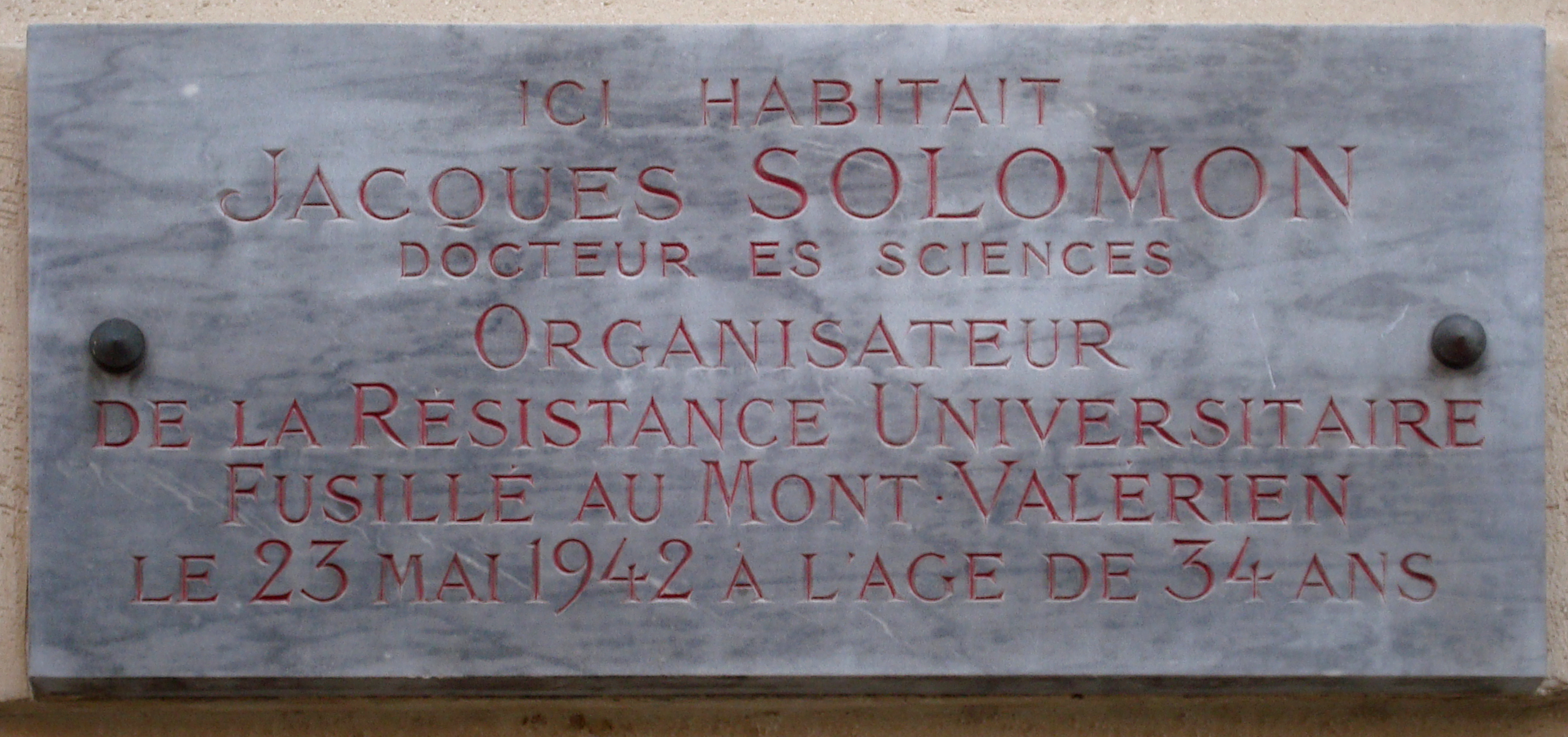
La plaque commémorative sur l'immeuble du 3, rue Vauquelin (Paris), où vivaient Jacques et Hélène Solomon.

## Pour approfondir